# Piet van der Kuil
Piet van der Kuil (Velsen, 10 febbraio 1933) è un ex calciatore olandese, di ruolo attaccante.